# La Forêt-Auvray
La Forêt-Auvray foi uma comuna francesa na região administrativa da Normandia, no departamento Orne. Estendia-se por uma área de 10,83 km². Em 2010 a comuna tinha 201 habitantes (densidade: 18,6 hab./km²).
Em 1 de janeiro de 2016, passou a formar parte da nova comuna de Putanges-le-Lac.